# 河合製薬
河合製薬株式会社（かわいせいやく）は、東京都中野区に本社を置く企業。

## 沿革
- 1911年　日本で最初に肝油製剤として「ミツワ肝油ドロップス」の製造を開始（販売はミツワ石鹸）
- 1923年　河合製薬所を東京本所緑町（現 東京都墨田区本所）に創立
- 1924年　河合研究所を創立
- 1932年　学校用肝油ドロップの製造販売を開始
- 1939年　東京中野住吉町（現 東京都新宿区上落合）に本社・工場・研究所を設立
- 1943年　河合製薬株式会社を設立
- 1945年　戦災のため、東京都中野区新井に本社・工場を再建
- 1946年　製品名を「カワイ肝油ドロップ」に変更
- 1947年　河合研究所を中野区中野6丁目に設置
- 1955年　板橋工場を東京都板橋区東坂下に設立
- 1960年  肝油ドロップに「幼児の顔写真」入りパッケージに使用（現在まで続く）
- 1964年　遠水興業株式会社を創立
- 1969年　河合薬業株式会社を設立
- 1979年　海外諸国への輸出業務開始。配置販売業界への販売業務開始。
- 1995年　河合研究所跡に新社屋落成。本社移転
- 1996年　花見台工業団地（埼玉県比企郡嵐山町）に埼玉工場を竣工
- 1997年　遠水サニーサイド株式会社設立
- 1999年　河合ケミコ株式会社を設立
- 2000年　カワイこどもルーム（託児所）の運営開始
- 2001年　年教育機関専門の環境衛生事業部門である、カワイクリーンSATの新設
- 2009年　中国大連支社設立